# Verbena glabrata
Verbena glabrata — вид трав'янистих рослин родини Вербенові (Verbenaceae), поширений у Південній Америці.

## Поширення
Поширений у Південній Америці: Болівія, Колумбія, Еквадор (у т.ч. Галапагоси), Перу, Венесуела.